# Lawrence Gilliard Jr.
Lawrence Gilliard Jr., detto Larry (New York, 22 settembre 1971), è un attore statunitense.

## Biografia
Lawrence Gilliard Jr. nacque a New York e all'età di 7 anni con la famiglia si trasferì a Baltimora. Ha studiato musica classica alla Baltimora School for the Arts  insieme a Jada Pinkett Smith e Tupac Shakur ed alla Juilliard School. Ha studiato recitazione presso The American Academy of Dramatic Arts, The Acting Studio e The Stella Adler Conservatory. Larry è attore di teatro che ha ricevuto recensioni positive per il suo ruolo di Booth in una produzione del Pulitzer Prize-winning play, Topdog/Underdog. Ha recitato in film piuttosto famosi al grande pubblico, i quali Money Train (1995), Waterboy (1998), Gangs of New York (2002) e Una notte in giallo (2014). In campo televisivo invece è famoso per il ruolo di D'Angelo Barksdale nella serie televisiva della HBO The Wire e per quello di Bob Stookey nella serie televisiva dell'AMC The Walking Dead.

## Vita privata
È sposato con l'attrice Michelle Paress incontrata sul set della serie televisiva The Wire arrivata nella quinta stagione.

## Filmografia

### Cinema
- Straight Out of Brooklyn, regia di Matty Rich (1991)
- Fly By Night, regia di Steve Gomer (1993)
- Buona fortuna, Mr. Stone (The Pickle), regia di Paul Mazursky (1993)
- Lotto Land, regia di John Rubino (1995)
- Money Train, regia di Joseph Ruben (1995)
- Mosche da bar (Trees Lounge), regia di Steve Buscemi (1996)
- Funny Money - Come fare i soldi senza lavorare (The Associate), regia di Donald Petrie (1996)
- White Lies, regia di Ken Selden (1997)
- Prossima fermata Wonderland (Next Stop Wonderland), regia di Brad Anderson (1998)
- Cuore di soldato (A Soldier's Sweetheart), regia di Thomas Michael Donnelly (1998)
- Poliziotto speciale (One Tough Cop), regia di Bruno Barreto (1998)
- Waterboy (The Waterboy), regia di Frank Coraci (1998)
- Semplicemente irresistibile (Simply Irresistible), regia di Mark Tarlov (1999)
- Loving Jezebel, regia di Kwyn Bader (1999)
- A morte Hollywood (Cecil B. DeMented), regia di John Waters (2000)
- Home Invaders, regia di Gregory Wilson (2001)
- Trigger Happy, regia di Julian West (2001)
- Gangs of New York, regia di Martin Scorsese (2002)
- Kill the Poor, regia di Alan Taylor (2003)
- Brother to Brother, regia di Rodney Evans (2004)
- L'uomo senza sonno (The Machinist), regia di Brad Anderson (2004)
- Turnipseed, regia di James Duke (2008)
- The Double, regia di Michael Brandt (2011)
- Would You Rather, regia di David Guy Levy (2012)
- Una notte in giallo (Walk of Shame), regia di Steven Brill (2014)
- Quella notte a Miami... (One Night in Miami...), regia di Regina King (2020)
- George Foreman - Cuore da leone (Big George Foreman), regia di George Tillman Jr. (2023)

### Televisione
- In the Line of Duty: Street War, regia di Dick Lowry – film TV (1992)
- Homicide (Homicide: Life on the Street) – serie TV, episodio 1x06 (1993)
- ABC Afterschool Specials – serie TV, episodio 21x04 (1993)
- Survive the Night, regia di Bill Corcoran – film TV (1993)
- George – serie TV, 9 episodi (1993-1994)
- New York Undercover – serie TV, episodio 1x06 (1994)
- Inflammable, regia di Peter Werner – film TV (1995)
- L'ora della violenza 2 (The Substitute 2: School's Out), regia di Steven Pearl – film TV (1998)
- Sally Hemings: An American Scandal, regia di Charles Haid – film TV (2000)
- The Wire – serie TV, 18 episodi (2002-2003)
- Perfetti... ma non troppo (Less Than Perfect) – serie TV, episodio 4x08 (2002)
- The Jury – serie TV, episodio 1x07 (2004)
- CSI: NY – serie TV, episodio 1x19 (2005)
- Law & Order: Criminal Intent – serie TV, episodio 5x05 (2005)
- Numb3rs – serie TV, episodio 3x09 (2006)
- Fear Itself – serie TV, episodio 1x02 (2008)
- The Beast – serie TV, 10 episodi (2009)
- Trauma – serie TV, episodio 1x10 (2009)
- Friday Night Lights – serie TV, episodio 4x09 (2010)
- Detroit 1-8-7 – serie TV, episodio 1x08 (2010)
- Lie to Me – serie TV, episodio 3x08 (2010)
- Partners, regia di Yves Simoneau – film TV (2011)
- Southland – serie TV, episodi 4x07-4x08 (2012)
- Army Wives - Conflitti del cuore (Army Wives) – serie TV, 7 episodi (2012)
- Longmire – serie TV, episodio 2x01 (2013)
- The Walking Dead – serie TV, 16 episodi (2013-2015)
- Elementary – serie TV, episodio 3x09 (2015)
- The Good Wife – serie TV, episodio 6x19 (2015)
- Graceland – serie TV, 6 episodi (2015)
- The Deuce - La via del porno – serie TV, 25 episodi (2017-2019)

## Doppiatori italiani
Nelle versioni in italiano delle opere in cui ha recitato, Lawrence Gilliard Jr. è stato doppiato da:
- Roberto Certomà in Waterboy, Una notte in giallo
- Riccardo Niseem Onorato in A morte Hollywood, L'uomo senza sonno
- Luigi Ferraro in Lie to Me, The Deuce - La via del porno
- Simone Mori in Money Train
- Francesco Meoni in Poliziotto speciale
- Stefano Crescentini in L'ora della violenza 2
- Roberto Gammino in Semplicemente irresistibile
- Alessandro Quarta in The Wire
- Mirko Mazzanti in CSI: NY
- Fabrizio Odetto in Law & Order: Criminal Intent
- Marco De Risi in Fear Itself
- Stefano Brusa in The Double
- Gianfranco Miranda in The Walking Dead
- Luca Dal Fabbro in Graceland
- Andrea Lavagnino in Bull
- Antonio Palumbo in George Foreman - Cuore da leone[7]